# 九江北站
九江北站，原名九江站、九江西站，位于中国江西省九江市浔阳区环城路，为京九铁路的客货运二等站。该站于1911年启用，由南昌铁路局管辖。

## 使用情况
九江北站原为向九铁路的终点站——九江站。京九铁路九江长江大桥建成后，小池口站至沙河街北站间改走新线，并另建九江站，原九江站遂更名为九江西站，后又更名九江北站。目前該站不办理旅客列车到发。